# 第二次世界大戰時期的德國

納粹德國國旗

第二次世界大戰時期的德國與阿道夫·希特勒所領導的納粹德國關係極為密切，希特勒在1934年8月2日，廢除總統制，立法成為德國元首（Führer）。1939年9月1日，德國進攻波蘭，第二次世界大戰歐戰爆發。1940年，德國入侵法國、比利時、荷蘭與盧森堡。1942年的史達林格勒戰役對納粹德國來說是一個關鍵的轉折點，情勢逐漸轉向同盟國。1945年5月7日時德國政府前往漢斯簽署《德國無條件投降書》（German Instrument of Surrender）。